# Heckler & Koch HK41
Heckler & Koch HK41 — самозарядная винтовка под боеприпас 7,62×51 мм НАТО производства немецкой компании Heckler & Koch. Была разработана в 1960-х годах для гражданского рынка на основе штурмовой винтовки HK G3.

## Конструкция
Конструктивно идентична автоматической винтовке HK G3. Принцип работы основан на автоматике с полусвободным затвором и схемой с роликовым запиранием канала ствола.